# Barry Levinson
Barry Levinson (ur. 6 kwietnia 1942 w Baltimore) – amerykański reżyser, scenarzysta, aktor, producent.

## Życiorys
Urodził się w Baltimore w Maryland jako syn Violet (z domu Krichinsky) i biznesmena Irvina Levinsona, który pracował w branży meblarskiej i AGD. Jego rodzice byli żydowskimi emigrantami z Rosji. Uczył się w Junior College, pracował w miejscowej stacji TV. Studiował dziennikarstwo w American University w Waszyngtonie. Pobierał lekcje aktorstwa w Los Angeles. Pracę w przemyśle rozrywkowym rozpoczął jako pisarz skeczy i aktor.
Zadebiutował jako reżyser w Diner (1982), pseudobiograficznej opowieści osadzonej w Baltimore. Film, na przemian komiczny i wzruszający, odegrał dużą rolę w karierach młodych gwiazd: Mickeya Rourke’a, Steve’a Guttenberga, Tima Daly, Kevina Bacona i Ellen Barkin.
Współpracował przy scenariuszach i jako aktor z Melem Brooksem. Był współautorem scenariuszy do wielu filmów, pisał także teksty do popularnych programów TV, m.in. „The Carol Burnett Show”. Jako aktor wystąpił m.in. u Roberta Redforda w Quiz Show (1994).
W roku 1987 film Good Morning, Vietnam został komercyjnym sukcesem, który rozsławił Robina Williamsa i uzyskał nominację do Oscara.
Następny film Levinsona Rain Man (1988), studium relacji między autystycznym Dustinem Hoffmanem i jego bratem, oportunistycznym sprzedawcą samochodów Tomem Cruise’em zdobył cztery Oscary.
W 1990 roku założył z producentem Markiem Johnsonem przedsiębiorstwo Baltimore Productions. 
13 grudnia 1977 poślubił aktorkę Valerie Curtin, kuzynkę Jane Curtin. W 1982 doszło do rozwodu. W 1983 ożenił się z Dianą Rhodes, scenografką reklam telewizyjnych, z którą ma dwóch synów: Samuela (ur. 8 stycznia 1985) i Jacka (ur. 15 maja 1988).

## Filmografia

### Scenarzysta
- 2004: The Jury
- 1999: Smak wolności (Liberty Heights)
- 1996: Uśpieni (Sleepers)
- 1994: Jimmy Hollywood
- 1993-1999: Homicide: Life on the Street
- 1992: Zabaweczki (Toys)
- 1990: Avalon
- 1987: Suspicion
- 1987: Wet za wet (Tin Men)
- 1984: Twoja niewierna (Unfaithfully Yours)
- 1983: Diner
- 1982: Tootsie
- 1982: Najlepsi przyjaciele (Best Friends)
- 1980: Inside Moves
- 1979: ...i sprawiedliwość dla wszystkich (...And Justice for All)
- 1978: Grange Hill
- 1977: Lęk wysokości (High Anxiety)
- 1976: Nieme kino (Silent Movie)
- 1975: Street Girls
- 1974: The Internecine Project
- 1971: The Marty Feldman Comedy Machine
- 1970: The Tim Conway Show

### Reżyser
- 2010: Jack, jakiego nie znacie (You Don't Know Jack)
- 2008: What Just Happened
- 2005: My Italian Story
- 2004: Hindsight Is 20/20...
- 2004: A Uniform Used to Mean Something...
- 2004: The Jury
- 2004: Zawiść (Envy)
- 2001: Włamanie na śniadanie (Bandits)
- 2000: The Beat
- 2000: Co za tupet! (An Everlasting Piece)
- 1999: The 20th Century: Yesterday's Tomorrows
- 1999: Original Diner Guys
- 1999: Smak wolności (Liberty Heights)
- 1998: Kula (Sphere)
- 1997: Fakty i akty (Wag the Dog)
- 1996: Uśpieni (Sleepers)
- 1994: Jimmy Hollywood
- 1994: W sieci (Disclosure)
- 1993-1999: Homicide: Life on the Street
- 1992: Zabaweczki (Toys)
- 1991: Bugsy
- 1990: Avalon
- 1988: Rain Man
- 1987: Good Morning, Vietnam
- 1987: Wet za wet (Tin Men)
- 1985: Piramida strachu (Young Sherlock Holmes)
- 1984: Urodzony sportowiec (The Natural)
- 1982-1983: Diner

### Producent
- 2004: Zawiść (Envy)
- 2002: Opętanie (Possession)
- 2001: Włamanie na śniadanie (Bandits)
- 2000: Co za tupet! (An Everlasting Piece)
- 1999: Smak wolności (Liberty Heights)
- 1999: Original Diner Guys
- 1998: Miłość i frytki (Home Fries)
- 1998: Kula (Sphere)
- 1997: Fakty i akty (Wag the Dog)
- 1997: Donnie Brasco
- 1996: Uśpieni (Sleepers)
- 1994: Jimmy Hollywood
- 1994: W sieci (Disclosure)
- 1992: Zabaweczki (Toys)
- 1991: Bugsy
- 1990: Avalon
- 1985: Displaced Person

### Producent wykonawczy
- 2004: Strip Search
- 2004: The Jury
- 2003: Wybaw nas od Ewy (Deliver Us from Eva)
- 2002: Baseball Wives
- 2002: Nawrót depresji gangstera (Analyze That)
- 2001: Strzał w serce (Shot in the Heart)
- 2000: Falcone
- 2000: Gniew oceanu (The Perfect Storm)
- 2000: The Beat
- 2000: American Tragedy
- 2000: Homicide: The Movie
- 1999: The 20th Century: Yesterday's Tomorrows
- 1997: The Second Civil War
- 1997-2003: Oz
- 1993-1999: Homicide: Life on the Street
- 1991: Kafka
- 1983: Diner

## Nagrody
| Rok  | Nagroda            | Kategoria                                   | Film                |
| ---- | ------------------ | ------------------------------------------- | ------------------- |
| 1989 | Oscar              | Najlepsza reżyseria                         | Rain Man (1988)     |
| 1989 | MFF w Berlinie     | Złoty Niedźwiedź                            | Rain Man (1988)     |
| 1989 | MFF w Berlinie     | Nagroda czytelników „Berliner Morgenpost”   | Rain Man (1988)     |
| 1989 | David di Donatello | Najlepszy film zagraniczny                  | Rain Man (1988)     |
| 1997 | MFF w Berlinie     | Srebrny Niedźwiedź – Nagroda Specjalna Jury | Fakty i akty (1997) |